# Bigamie (film, 1927)
Pour les articles homonymes, voir Bigamie (homonymie).

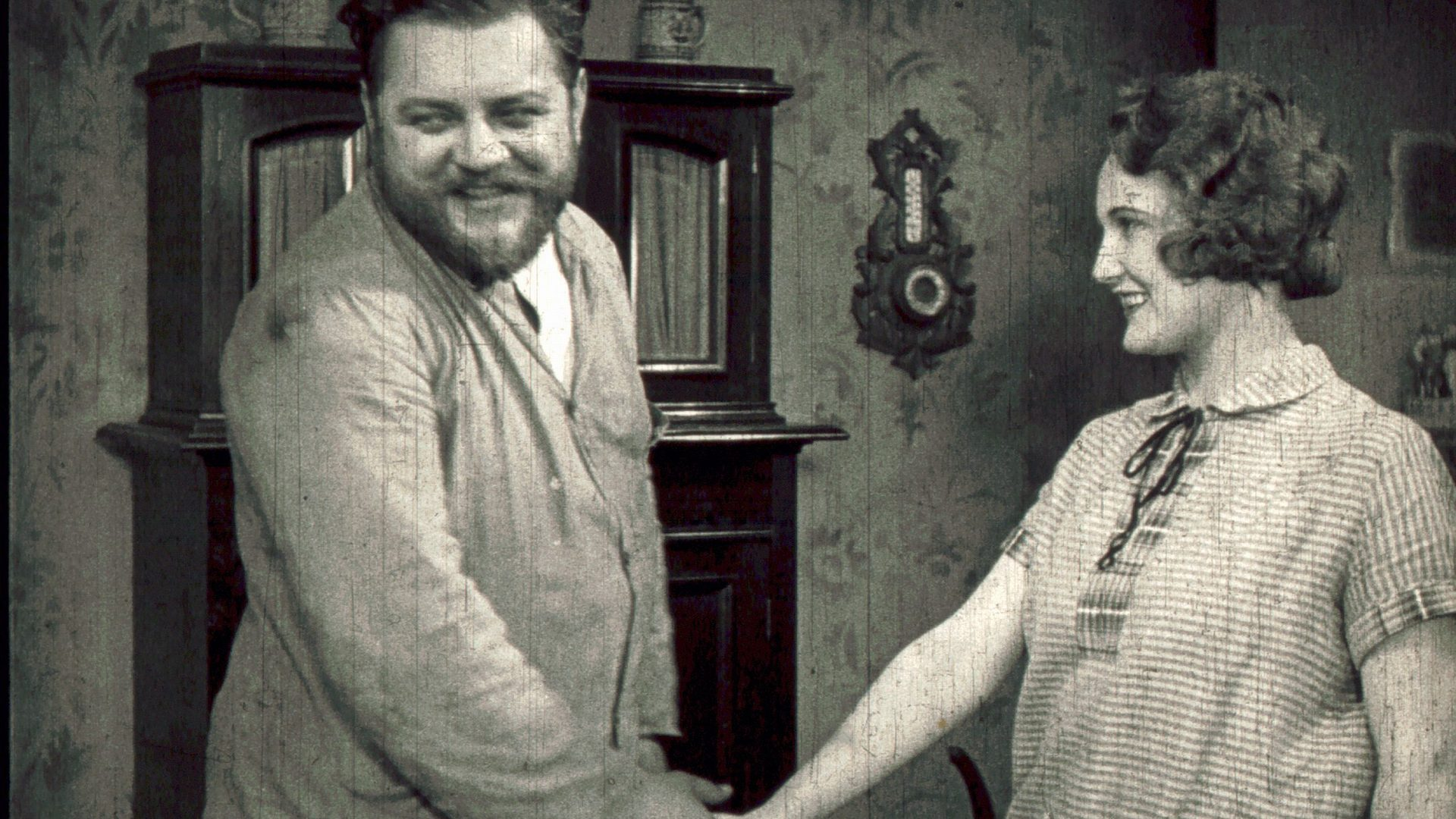
Photogramme du film Bigamie (1927).

Bigamie est un film muet allemand réalisé par Jaap Speyer, sorti en 1927.

## Synopsis
Après s'être fait abandonné par sa femme, Otto Engel noue une relation Elise, une jeune femme vivant au-dessus de son atelier. Lorsqu’il l’invite enfin à une émission de variétés, il est complètement choqué de voir sa femme en fuite Ada sur scène en tant que danseuse.

## Fiche technique
- Titre original : Bigamie
- Réalisation : Jaap Speyer
- Scénario : Max Glass
- Directeur de la photographie : Arpad Viragh
- Décorateur : Hans Jacoby
- Musique : Walter Ulfig
- Assistant : Wolfgang Geiger
- Pays d'origine : Allemagne  République de Weimar
- Société de production : Terra Filmkunst
- Longueur : 2 661 mètres
- Format : Noir et blanc - 1,33:1 - Muet
- Dates de sortie : 
  - Allemagne  République de Weimar : 27 septembre 1927

## Distribution
- Heinrich George
- Maria Jacobini
- Anita Dorris
- Ernö Verebes
- Theodor Loos
- Hans Mierendorff
- Karl Etlinger
- Gerhard Ritterband
- Maria Forescu
- Else Reval
- Emil Heyse
- Emil Lind
- Johannes Riemann
- Georg H. Schnell